# Trones
Trones är en tätort i Verdals kommun i Trøndelag fylke i mellersta Norge. Orten ligger vid änden av fylkesväg 6912, på södra sidan av bukten Hyllbukta i Trondheimsfjorden, nordväst om kommunens centralort Verdalsøra.